# Sở Linh vương
Sở Linh vương (chữ Hán: 楚靈王, trị vì 541 TCN-529 TCN), tên thật là Hùng Kiền (熊虔) hay Hùng Vi (熊圍), là vị vua thứ 29 của nước Sở - chư hầu nhà Chu trong lịch sử Trung Quốc.
Ông là con thứ hai của Sở Cung vương, vua thứ 26 của nước Sở và em của Sở Khang vương - vua thứ 27 nước Sở.

## Cướp ngôi cháu
Năm 545 TCN, vua anh là Sở Khang vương mất, Lệnh doãn Khuất Kiến lập con Khang vương là Hùng Viên làm vua, ít lâu sau Khuất Kiến chết, ông được lên làm Lệnh doãn, nắm hết chính sự, tự coi mình là vua Sở. Năm 541 TCN, ông thay vua Sở đi hội chư hầu. Trong năm ấy, ông đi ngang qua nước Trịnh, muốn hỏi lấy một người con gái nước Trịnh để được vào thành, tiện thể chiếm luôn nước Trịnh, nhưng vua Trịnh đã phòng bị, nên kế hoạch bất thành.
Năm 541 TCN, ông sai công tử Hắc Quang và hàng tướng nước Tấn sang là Bá Châu Lê sửa sang các thành Su, Lịch và Cáp, chuẩn bị đánh nước Trịnh. Sau đó công tử Vi cùng Ngũ Cử đi sang nước Trịnh sính lễ, giữa đường công tử Vi quay lại, để Ngũ Cử sang Trịnh một mình.
Về cung, Hùng Vi thắt cổ giết chết Giáp Ngao, rồi tâu với Chu Cảnh vương là Hùng Viên bị bệnh chết, sau đó lên ngôi, đổi tên là Hùng Kiền, tức là Sở Linh vương. đặt thuỵ hiệu cho Hùng Viên là Giáp Ngao. Hai em ông là Bỉ và Hắc Quang sợ bị giết bèn bỏ trốn.
Sở Linh vương ham mê sắc dục. Năm 536 TCN đã xây Chương Hoa cung (còn gọi là Tế Yêu cung), để vui chơi hoang lạc.

## Chiến tranh với chư hầu

### Xung đột với nước Ngô
Do lên ngôi bất chính nên Sở Linh Vương muốn tỏ rõ uy thế với các nước. Trước đó năm 545 TCN, tướng quốc nước Tề là Khánh Phong đã giết Tề Trang công, chạy sang nước Ngô. được Ngô Dư Sái thu nhận, cho ở huyện Chu Phương. Tháng 7 năm 538 TCN, Sở Linh vương muốn ra uy với chư hầu và trả thù nước Ngô nhiều lần lấn cướp biên giới bèn lấy danh nghĩa trừng phạt Khánh Phong bèn mang quân đánh huyện Chu Phương.
Khánh Phong không chống cự nổi, bị quân Sở bắt. Sở Linh vương mang Khánh Phong ra, đặt đao búa lên người và dẫn đi rao trong doanh trại quân Sở, sai người hô to:
Không ai được theo gương Khánh Phong!
Khánh Phong bèn hô lại:
Đừng ai bắt chước con thứ Sở Cung vương là Vi (tức là Sở Linh vương) giết con của vua anh cướp ngôi và giao ước với chư hầu!
Trong quân Sở nhiều người bật cười. Sở Linh vương xấu hổ vì bản thân mình vốn giết vua cũ để giành ngôi, vội sai mang Khánh Phong tử hình ngay.
Tất cả gia quyến còn lại của Khánh Phong cũng bị Sở Linh vương giết chết. Sau đó Ngô Dư Sái mang quân báo thù vua Sở lấn đất, đánh chiếm 3 ấp của nước Sở.
Sau khi giết Khánh Phong, Sở Linh vương tiếp tục mang quân đánh diệt nước Lại.
Năm 537 TCN, Sở Linh vương mang quân đánh Ngô, tiến đến đất Vu Lâu của nước Ngô. Sang năm sau (536 TCN), quân Sở lại tiến vào đất Càn Khôn. Vua Ngô là Dư Sái mang quân ra cự, đánh bại quân Sở.
Sở Linh vương kết thông gia với Tấn Bình công. Tấn Bình công sai thượng khanh Hàn Khởi và đại phu Dương Thiệt Bật đi sứ, rước con gái sang Sở. Sở Linh vương muốn làm nhục nước Tấn để khuất phục chư hầu, một mình làm chủ chứ không muốn chung danh hiệu bá chủ với nước Tấn, nên có ý định chặt chân Hàn Khởi cho làm lính canh cửa, thiến Dương Thiệt Bật làm hoạn quan. Đại phu nước Sở là Vỉ Khải Cương liền phân tích lợi hại, khuyên ông không nên gây hấn với nước Tấn hùng mạnh, có nhiều nhân tài. Sở Linh vương nghe theo, bèn giữ hòa hiếu với nước Tấn.
Sau đó ông lại muốn báo thù nước Ngô, bèn huy động các chư hầu Sái, Trần, Hứa, Thẩm, Từ và Việt cùng đi đánh Ngô. Vua Ngô Dư Sái sai em là Quệ Do đi sứ, mang lễ tới khao quân Sở. Sở Linh vương định giết Quệ Do lấy máu làm lễ ra quân. Quệ Do cảnh báo Sở Linh vương rằng cái chết của mình có thể khiến người Ngô căm thù mà đánh trả. Ông thấy quân Ngô đã phòng bị, bèn lui binh và bắt Quệ Do mang về nước Sở.
Năm 535 TCN, Sở Linh vương xây xong đài Chương Hoa, bèn mời Lỗ Chiêu công được sang dự lễ khánh thành. Linh vương tặng Chiêu công cái cung quý, sau đó lại hối tiếc. Vỉ Khải Chương biết ý ông, bèn đến gặp Lỗ Chiêu công, phân tích lợi hại rằng chiếc cung đó vốn vua Tấn, Tề và Việt đều muốn có, nếu nước Lỗ được cung thì sắp phải giao chiến với 3 nước kia. Lỗ Chiêu công bèn trả lại chiếc cung.

### Diệt Trần và Sái
Năm 534 TCN, Trần Ai công ốm nặng sắp mất. Công tử Chiêu và công tử Quá nước Trần giết thế tử Yển Sư, lập công tử Lưu làm thế tử. Trần Ai công nghe tin công tử Chiêu tự ý làm loạn không ngăn được, phẫn uất thắt cổ tự vẫn. Công tử Chiêu và công tử Quá lập Quy Lưu lên ngôi. Trần Lưu sai Can Trưng Sư sang báo với nước Sở việc lập vua mới. Em Lưu là công tử Thắng sang tố cáo với Sở Linh vương về việc trong nước. Sở Linh vương nghe tin bèn giết Can Trưng Sư, rồi sai công tử Khí Tật mang quân đánh nước Trần, với danh nghĩa giúp con công tử Yển Sư là Công Tôn Ngô.
Trước sức mạnh của quân Sở, Trần Lưu liệu thế không chống nổi, bèn bỏ chạy sang nước Trịnh. Tháng 9 năm đó công tử Khí Tật nước Sở tiến vào đánh chiếm nước Trần, diệt nước Trần, bắt công tử Chiêu đày sang nước Việt và giết người cùng cánh là Khổng Hoán. Sở Linh vương diệt nước Trần, biến thành ấp nước Sở. Sử ký chép Sở Linh vương phong Khí Tật làm Trần công cai trị nước Trần, còn Tả truyện ghi người được ông giao trị đất Trần là Xuyên Phong Thú.
Năm 533 TCN, Sở Linh vương sai công tử Khí Tật thiên đô nước Hứa sang đất Di, gọi là Thành Phủ. Đại phu nước Sở là Ngũ Cử cho nước Hứa phần ruộng đất ở Châu Lai và Hoài Bắc khiến nước Hứa được mở rộng.
Sở Linh vương lại muốn can thiệp vào nước Sái, do việc Sái Linh hầu giết cha cướp ngôi. Năm 531 TCN, Sở Linh vương dụ Sái Linh hầu đến hội ở đất Thân. Sái Linh hầu không thể chống lại, đành phải đến hội. Sở Linh vương đổ phục binh ra bắt giữ Sái Linh hầu và giết chết.
Sau đó ông sai công tử Khí Tật mang quân đánh nước Sái. Thế tử Ẩn cố thủ trong thành. Tháng 11 năm đó, Khí Tật hạ được nước Sái, giết thế tử Ẩn, diệt nước Sái, được Sở Linh vương lệnh làm Sái công cai trị đất Sái.
Nước Tấn thấy nước Sở diệt liền 2 nước, sợ mất uy thế bá chủ, vội họp chư hầu bàn cách cứu Sái. Nước Tấn sai Hồ Phủ sang nước Sở xin hộ cho nước Sái, nhưng Sở Linh vương từ chối.

## Cái chết
Sở Linh vương muốn ra oai với chư hầu, liên tiếp tiến hành chiến tranh. Ông thiên 6 nước chư hầu nhỏ sang Kinh Sơn. Cuối năm 530 TCN, Sở Linh vương muốn đánh Ngô, trước hết đánh đồng minh của Ngô là nước Từ để uy hiếp nước Ngô. Giữa mùa đông giá lạnh, ông thân chinh đi đông chinh, thúc quân vây hãm nước Từ, tự mình đóng quân ở Can Khê tiếp viện, sai thái tử Lộc ở lại giữ Sính đô.
Từ khi còn làm lệnh doãn tới khi lên ngôi, Sở Linh vương gây nhiều thù oán với các quan lại nước Sở vì chiếm đoạt đất đai và giết người nhà họ, lại dùng họ làm người phục vụ. Những người này oán hận ông, bèn hợp tác với phe cánh những người chống lại ông.
Nhân lúc Sở Linh vương đi đánh nước Từ, quân lính bị khổ ải vì thời tiết lạnh giá, oán hận ông, 3 người em là công tử Bỉ, công tử Hắc Quang và công tử Khí Tật (Sái công) định làm chính biến để lập công tử Bỉ làm vua. Một người phục vụ cho Linh vương, vốn là người nước Sái từng có thù với Linh vương là Quan Tòng có ý định khôi phục nước Sái, bèn bàn với Sái công Khí Tật, sẽ giúp Khí Tật lật đổ Sở Linh vương nếu Khí Tật trả lại nước Sái. Khí Tật đồng tình.
Ba công tử Bỉ, Hắc Quang và Khí Tật dựa vào quân nước Sái, nước Trần cũ, hẹn sẽ phục quốc, lại huy động các họ quý tộc nước Sở ở Bất Lang, đất Diệp và quân nước Hứa để cùng đánh vào Sính đô. Quân Trần và quân Sái hăng hái giúp Sái công Khí Tật đánh thành. Tướng nước Sở là Chính Bộc ngả theo phe công tử Bỉ, bèn giết chết thái tử Lộc và người con thứ của Sở Linh vương là công tử Bãi Dịch.
Sính đô bị hạ, công tử Bỉ được tôn làm vua mới, phong Hắc Quang làm Lệnh doãn, Khí Tật làm Tư mã. Vua Sở mới sai Quan Tòng đến Can Khê báo cho quân Sở Linh vương biết việc chính biến để dụ họ bỏ trốn.
Quân Sở nghe trong nước có biến, lại oán Sở Linh vương, nên cùng nhau bỏ trốn. Không lâu sau đại quân Sở tan vỡ. Sở Linh vương đơn độc chỉ còn lại vài người thân tín. Tử Cách khuyên ông trốn sang nước khác cầu viện, nhưng ông biết mình gây nhiều thù oán nên bị trả thù, đi lưu vong chỉ thêm nhục nhã.
Sở Linh vương men sông Hạ (tức sông Hán), định tới ấp Yển. Thân Hợi vốn có ơn với Linh vương bèn đi tìm ông và đưa về nhà. Sở Linh vương biết ngôi vua đã mất, không thể trở về khôi phục liền thắt cổ tự vẫn trong nhà Thân Hợi.
Về sau công tử Khí Tật giết Sở vương Bỉ lên ngôi, tức Sở Bình vương. Bình vương không biết về cái chết của ông, bèn tìm một xác chết và tuyên bố nó là thi thể của ông. Sau đó Thân Hợi kể hết câu chuyện cho Bình vương. Bình vương bèn ra lệnh chôn cất ông theo nghi lễ chư hầu và truy tặng thụy hiệu cho ông là Linh vương.

## Gia đình
- Cha: Sở Cung vương
- Anh: Sở Khang vương
- Các em:
  - Sở vương Bỉ
  - Công tử Hắc Quang
  - Sở Bình vương
- Các con:
  - Thái tử Hùng Lộc
  - Công tử Hùng Bãi Dịch